# Aegviidu
Aegviidu é um município rural estoniano localizado na região de Harjumaa.